# 荷葉折背龜
荷葉折背龜（學名：Kinixys homeana）是折背龜屬下的一種龜。發現於中非亞熱帶或熱帶低濕叢林、沼澤中。因棲息地喪失而受到威脅。